# うお座イプシロン星
うお座ε星(Epsilon Piscium, Epsilon Psc, ε Piscium, ε Psc)は、うお座の方角に地球から約182光年に位置する恒星である。黄橙色でスペクトル型はG9IIIまたはKOIIIであり、表面温度が約5000度であることを意味する。通常の巨星であり、太陽と比べて表面温度は若干低いが、明るく大きい。離角0.25秒で等光の二重星と推測される。

## 名称
中国では、うお座ε星、うお座δ星、うお座ζ星、うお座μ星、うお座ν星、うお座ξ星及びうお座α星からなるアステリズムを外屏と呼び、うお座ε星自体は外屏二と呼ばれる。日本では、悠翔星（はるとぼし）と呼ばれる。